# سانتا ماريا كابوا فيتيري
سانتا ماريا كابوا فيتيري (بالإيطالية: Santa Maria Capua Vetere)‏ هي بلدة وبلدية في مقاطعة كاسيرتا في إقليم كامبانيا الإيطالي
قالب:مقاطعة كاسيرتا

## السكان
في سنة 1861 بلغ عدد السكان 17٬632 نسمة، وتطور العدد ليصل في سنة 2011 لـ 32٬503 نسمة.
يظهر هذا المخطط البياني تطور النمو السكاني لـ سانتا ماريا كابوا فيتيري

## توأمة
لسانتا ماريا كابوا فيتيري اتفاقيات توأمة مع كل من:
- ماراثوناس
- مرسية
- بيترافيرانو

## أعلام
- فرانشيسكو تافانو
- روبيرتو ملك نابولي
- إريكو مالاتيستا
- مارسيلو تروتا